# أوتو ماريا كريمر
أوتو ماريا كريمر (بالألمانية: Otto Maria Krämer)‏ هو موسيقي الكنيسة ‏ ألماني، ولد في 1964.